# Sijbe Hoekstra
Sijbe Jan Hoekstra (Burum, 14 augustus 1908 - Bakkeveen, 10 april 1945) was een Nederlandse dominee en verzetsstrijder tijdens de Tweede Wereldoorlog.
Hoekstra werd geboren in Burum als zoon van dominee Jan Hoekstra en Durkje Boersma. Hij was de oudere broer van Jan, die later burgemeester van respectievelijk Nieuwleusden en Nijkerk zou worden. Hoekstra werd orthodox hervormd predikant in Midwolda. Tijdens de Tweede Wereldoorlog raakte hij al snel betrokken bij het verzet. Hij was actief binnen de Nationaal Steun Fonds, de Ordedienst en de Landelijke Organisatie voor Hulp aan Onderduikers en commandant van de Binnenlandse Strijdkrachten in zijn woonplaats. Ook werkte hij voor verzetskrant Trouw. Hij werkte in het verzet veel samen met dominee W. A. Krijger uit Oostwold.
Hoekstra werd op 21 maart 1945 thuis gearresteerd nadat iemand van zijn verzetsgroep bij een verhoor in het beruchte Scholtenhuis was gebroken en zijn naam had genoemd. Via de gevangenis van Winschoten kwam Hoekstra in het Huis van Bewaring in Groningen terecht. Op maandagmorgen 9 april 1945 werd Hoekstra samen met negen anderen uit zijn cel gehaald en twee-aan-twee gebonden in een kleine vrachtauto geplaatst. Onderweg naar Bakkeveen raakte de vrachtwagen verdwaald waardoor verzetsstrijder Harmannus Pieter Schuringa, die aan Hoekstra vastgebonden zat maar erin was geslaagd de touwen los te maken, kon ontsnappen. Na nog een keer in het zand vast te hebben gezeten, keerde de vrachtwagen met de negen verzetsstrijders terug naar Groningen. De volgende ochtend werden de negen, deze keer aangevuld met Hendrik Nicolaas Werkman, opnieuw naar Bakkeveen gebracht. Hier werden ze door SD-er Peter Schaap persoonlijk doodgeschoten. Drie dagen later werd Groningen bevrijd.